# 奇形腫
奇形腫（きけいしゅ、teratoma）とは2胚葉性あるいは3胚葉性成分を有する、すなわち最も高分化な胚細胞性腫瘍。良性の「成熟奇形腫」と、やや悪性傾向を有する「未熟奇形腫」がある。主として性腺に生ずるが、発生の過程で卵黄嚢から性腺に移動する途中で迷入した胚細胞に由来するものが、体の各部（ほとんどは正中面上）に生ずることがある。
ヒトの卵巣に生ずるものはほとんどが良性の成熟嚢胞性奇形腫（せいじゅくのうほうせいきけいしゅ）で、外胚葉成分、特に皮膚と皮膚付属器（毛髪、皮脂腺、汗腺）が大部分を占めることから「皮様嚢腫」（ひようのうしゅ、dermoid cyst）とも呼ばれる。
ヒトの精巣に生ずる胚細胞性腫瘍はほとんどが悪性で、奇形腫の頻度は低く、奇形腫が生じた場合もしばしば、未熟奇形腫であるか、または高悪性度な他の組織型の胚細胞性腫瘍との混合型腫瘍である。
ヒト以外の哺乳類については馬での報告が多く、豚、犬でも報告されている。これらの動物においては悪性のものは少ない。